# (629) Бернардина
(629) Бернардина (лат. Bernardina) — астероид главного пояса, который был открыт 7 марта 1907 года немецким астрономом Августом Копффом в Гейдельбергской обсерватории. Этимология названия неизвестна.